# L.A. Woman (chanson)
L.A. Woman est une chanson des Doors parue sur l'album du même nom en 1971.

## Composition
C'est dans le pont de cette chanson que Jim Morrison répète les paroles « Mr Mojo Risin' », qui constituent une anagramme de son nom. Le batteur John Densmore explique qu'il savait que le terme mojo avait une connotation sexuelle dans le blues et qu'il a adapté le tempo de la chanson en conséquence.

## Réception
Pour le guitariste du groupe Robby Krieger, ce titre est « la quintessence des chansons des Doors ».
En 2014, le magazine LA Weekly a classé L.A. Woman à la première place d'un classement des 20 meilleures chansons écrites au sujet de Los Angeles.

## Reprise
Le chanteur anglais Billy Idol a repris la chanson sur son album Charmed Life (en). Sa version atteint la 52ème place du Billboard Hot 100 en 1990.